# Lynn (Wisconsin)
Lynn es un pueblo ubicado en el condado de Clark en el estado estadounidense de Wisconsin. En el Censo de 2010 tenía una población de 861 habitantes y una densidad poblacional de 9,35 personas por km².

## Geografía
Lynn se encuentra ubicado en las coordenadas 44°33′43″N 90°21′59″O / 44.56194, -90.36639. Según la Oficina del Censo de los Estados Unidos, Lynn tiene una superficie total de 92.12 km², de la cual 91.67 km² corresponden a tierra firme y (0.49%) 0.45 km² es agua.

## Demografía
Según el censo de 2010, había 861 personas residiendo en Lynn. La densidad de población era de 9,35 hab./km². De los 861 habitantes, Lynn estaba compuesto por el 98.03% blancos, el 0% eran afroamericanos, el 0% eran amerindios, el 0.35% eran asiáticos, el 0% eran isleños del Pacífico, el 1.28% eran de otras razas y el 0.35% pertenecían a dos o más razas. Del total de la población el 3.14% eran hispanos o latinos de cualquier raza.